# Annie Wang
Annie Wang (* 18. Mai 2002 in Bryan, Texas) ist eine US-amerikanische Schachspielerin.
Sie begann mit fünf Jahren Schach zu spielen. Im März 2014 wurde sie mit nur elf Jahren jüngste US-Amerikanerin, die einen Titel der United States Chess Federation erlangte (National Master). Zuvor hielt diesen Rekord Irina Krush, seit März 2015 Carissa Yip. Im Juni 2014 bekam sie für ihren Sieg bei der Nordamerikanischen Jugendschachmeisterschaft in der Altersklasse U18 weiblich von der FIDE den Titel Internationaler Meister der Frauen (WIM) verliehen. Seit 2017 trägt sie außerdem den Titel FIDE-Meister (FM). 2019 wurde Wang zur Großmeisterin der Frauen (WGM) ernannt, die erforderlichen Normen erfüllte sie bei den USA-Meisterschaften der Frauen 2018 und 2019 in St. Louis sowie bei der nordamerikanischen U20-Meisterschaft 2018 in Puerto Nuevo. Im August 2019 gewann Wang die panamerikanische U20-Meisterschaft in Cochabamba. Für diesen Erfolg wurde ihr der Titel eines Internationalen Meisters verliehen, gleichzeitig zählte das Ergebnis als eine Großmeisternorm.
Mit zwölf Jahren nahm Annie Wang erstmals an der US-Frauenmeisterschaft 2015 teil. 2017 gewann sie die Jugendweltmeisterschaft in der Altersklasse U16 weiblich.
Bei der US-Frauenmeisterschaft 2018 verfehlte sie nur knapp den Meistertitel, nachdem sie im Stichkampf gegen die punktgleiche Nazi Paikidze unterlag. Bei der US-Frauenmeisterschaft 2019 erreichte sie den vierten Platz.
Annie Wang lebt in Los Angeles, Kalifornien.